# Werchnij Koropez
Werchnij Koropez (ukrainisch Верхній Коропець; ruthenisch Вирьхньый Коропиць; russisch Верхний Коропец Werchni Koropez, slowakisch Vyšný Koropec oder älter Koropic, ungarisch Felsőkerepec oder älter Felsőschönborn; deutsch Oberschönborn) ist ein Dorf im Westen der ukrainischen Oblast Transkarpatien mit etwa 1300 Einwohnern (2004).
Das 1300 erstmals schriftlich befindet sich im Südosten des Rajon Mukatschewo und liegt an der Fernstraße N 09  48 km südöstlich vom Oblastzentrum Uschhorod und grenzt an den östlichen Stadtrand von Mukatschewo.
Am 12. Juni 2020 wurde das Dorf zusammen mit 11 umliegenden Dörfern zum Zentrum der neu gegründeten Landgemeinde Werchnij Koropez (Верхньокоропецька сільська громада/Werchnjokoropezka silska hromada) im Rajon Mukatschewo. Bis dahin bildete es zusammen mit den Dörfern Bukowynka, Kutschawa und Kuschtanowyzja die Landratsgemeinde Werchnij Koropez (Верхньокоропецька сільська рада/Werchnjokoropezka silska rada).
Folgende Orte sind neben dem Hauptort Werchnij Koropez Teil der Gemeinde:
| Name                     | Name        | Name                        | Name                     | Name                   | Name                              |
| ukrainisch transkribiert | ukrainisch  | russisch                    | slowakisch               | ungarisch              | deutsch                           |
| ------------------------ | ----------- | --------------------------- | ------------------------ | ---------------------- | --------------------------------- |
| Beresynka                | Березинка   | Березинка (Beresinka)       | Berezinka                | Nyírhalom, Berezinka   | Birkendorf                        |
| Bukowynka                | Буковинка   | Буковинка (Bukowinka)       | Bukovinka                | Beregbükkös, Bukovinka | -                                 |
| Handerowyzja             | Гандеровиця | Гандеровица (Ganderowiza)   | Handerovice              | Klastromfalva          | -                                 |
| Jabluniw                 | Яблунів     | Яблонов (Jablonow)          | (Veľké) Jablonovo        | Beregnagyalmás         | -                                 |
| Kuschtanowyzja           | Куштановиця | Куштановица (Kuschtanowiza) | Kuštanovice, Kuštanovica | Kustánfalva            | Kustanowitz                       |
| Kutschawa                | Кучава      | Кучава                      | Nemecká Kučová           | Németkucsova           | Deutschkutschau, Deutschkutschowa |
| Lalowo                   | Лалово      | Лалово                      | Lalovo                   | Beregleányfalva        | Mädchendorf                       |
| Nowoselyzja              | Новоселиця  | Новоселица (Nowoseliza)     | Novoselice, Novoselica   | Kisrétfalu, Kislucska  | -                                 |
| Sofija                   | Софія       | София                       | Žofie, Zofija            | Zsófiafalva            | Sophiendorf, Sofiendorf           |
| Stanowo                  | Станово     | Станово                     | Stanovo                  | Szánfalva, Sztánfalva  | -                                 |
| Subiwka                  | Зубівка     | Зубовка (Subowka)           | Fogaraš                  | Beregfogaras           | -                                 |

## Persönlichkeiten
- Walerij Heletej (* 1967), ukrainischer General und Verteidigungsminister (2014)